# Apteromantis aptera
Apteromantis aptera — вид богомолів, що поширений на Піренейському півострові.

## Опис
Невеликий зелений (зрідка жовтуватий) безкрилий богомол, довжина тіла самця 2,7-2,8 см, самиці - 2,85-3,6 см. Голова такої ширини, як і передньоспинка, конічні фасеткові очі сильно виступають над поверхнею голови. Антени ниткоподібні, в самців довші.
Передні стегна з 4 дискоїдальними та 4 зовнішніми шипами. Середні та задні ноги довгі, особливо в самців. Черевце самців тендітніше, а церки сплощені.

## Спосіб життя
Вид має одне покоління на рік. Самиця відкладає міцну пінисту оотеку з 30-40 яєць, з яких у другій половині червня виходять личинки. Зимує личинка, імаго з'являється у травні або на початку червня.
Мешкають у сухих чагарниках гариги та маквісу в центральній та південній Іспанії й Португалії. Обирає теплі місця на узліссях, пустищах, старих виноградниках, вздовж доріг. Сидить на невеликих трав'янистих рослинах, очікуючи жертву — дрібних комах чи інших членистоногих. Зустрічаються на висоті від 60 до 1250 м над рівнем моря.

## Охорона
У 1986 році вид було внесено до Червоного списку Міжнародного союзу охорони природи зі статусом «зникаючий». Пізніше у 1996 році йому було надано статус «нижчий ризик/майже під загрозою». 2014 року статус було переглянуто та надано категорію «найменший ризик» через виявлення численних нових місць мешкання в Іспанії та Португалії. Також Apteromantis aptera охороняється в Іспанії та в ЄС згідно з Директивою ЄС 92/43/EEC. Вид включений до Додатку 2 Бернської конвенції.